# Новая Шентала
Новая Шентала — деревня в Шенталинском районе Самарской области в составе сельского поселения Старая Шентала.

## География
Находится на расстоянии примерно 10 километров по прямой на юг-юго-восток от районного центра станции Шентала.

## Население
Постоянное население составляло 19 человек (мордва 95%) в 2002 году, 5 в 2010 году.